# Собор Святого Людовика (Новый Орлеан)
Собор Святого Людовика (фр. Cathédrale Saint-Louis, англ. Saint Louis Cathedral) — кафедральный собор на территории Французского квартала Нового Орлеана у площади Джексона, резиденция архиепископа Новоорлеанского.
На месте современного собора находились три церкви. Первая, деревянная, была построена в 1718 году. В 1725—1727 гг на этом месте была построена новая церковь из кирпича и дерева, но она была уничтожена городским пожаром 1788 года. В 1789—1794 гг была построена третья церковь, которой в 1793 году, ещё во время строительства был присвоен статус кафедрального собора. В 1819 году была построена центральная башня — колокольня с часами. К 1850 году здание собора было расширено и сохранило лишь некоторые черты 1790-х гг.
В 1964 году собор стал базиликой, а в 1987 году его посетил Папа Римский Иоанн Павел II. Ураган «Катрина» 2005 года нанёс собору ущерб.